# Happiness (album de Eva Queen)
Pour les articles homonymes, voir Happiness.
Albums de Eva Queen
Feed
(2021)
Happiness est le troisième album de Eva Queen sorti le 19 novembre 2021.

## Liste des pistes
| No  | Titre                | Durée |
| --- | -------------------- | ----- |
| 1.  | Baby Boy             | 3:16  |
| 2.  | Sœur                 | 2:34  |
| 3.  | Pas comme les autres | 3:26  |
| 4.  | H24                  | 3:18  |
| 5.  | Oxygène              | 3:06  |
| 6.  | Millions d'follow    | 2:35  |
| 7.  | Bali                 | 2:35  |
| 8.  | Maudit               | 1:12  |
| 9.  | 2000 roses           | 2:52  |
| 10. | Maman j'ai mal       | 3:34  |
| 11. | Ciel                 | 2:57  |

## Clips vidéos
- Baby Boy : 1er octobre 2021
- Bali : 12 novembre 2021

## Certifications
| Région        | Certification | Ventes/Streams |
| ------------- | ------------- | -------------- |
| France (SNEP) | Or            | 50 000         |